# Маріс Рієкстінш
Ма́ріс Ріє́кстінш (латис. Māris Riekstiņš), 8 квітня 1963, Рига) — латвійський державний діяч. Дипломат.

## Біографія
Народився 8 квітня 1963 року в місті Рига. У 1985 закінчив Латвійський інститут фізичної культури, за фахом «спортивний педагог». Латвійський університет, юридичний факультет (1993).
З 1983 по 1985 — секретар комітету ВЛКСМ інституту фізкультури.
З 1985 по 1987 — працював на кафедрі спортивних ігор Інституту фізичної культури.
З 1987 по 1992 — співробітник Комітету молодіжних організацій Латвійської РСР.
З 1992 по 1993 — директор Департаменту Східної Європи МЗС Латвії, заступник статс-секретаря МЗС Латвії.
З 1993 по 2004 — статс-секретар Міністерства закордонних справ Латвії.
З 1995 — одночасно очолював Комітет з контролю за експортом і імпортом товарів стратегічного призначення.
З 2002 по 2004 — глава делегації Латвії на переговорах про вступ до НАТО.
З 2004 по 2007 — Надзвичайний і Повноважний Посол Латвії у Вашингтоні (США).
З 2006 по 2007 — Надзвичайний і Повноважний Посол Латвії у Мексиці за сумісництвом.
З 2007 — начальник канцелярії прем'єр-міністра Латвії Айгар Калвітіс.
З 2007 по 2010 — міністр закордонних справ Латвії.